# Dactylolabis luteipyga
Dactylolabis luteipyga là một loài ruồi trong họ Limoniidae. Chúng phân bố ở miền Tân bắc.